# Bright Ophidia
Bright Ophidia est un groupe polonais de metal progressif, originaire de Białystok.

## Histoire
Le groupe commence l'année 2016 par une série de concerts dans le pays et à l'étranger, y compris au Royaume-Uni, et à partir de janvier 2017, ils entrent dans le studio LaGrunge, où ils enregistrent des morceaux pour le quatrième album officiel du groupe intitulé Fighting the Gravity. Bright Ophidia organise une nouvelle édition du festival ProgDay au cours duquel apparaissent les invités Chainsaw de Bydgoszcz et Materia de Szczecinek. En avril 2017, la compilation internationale The Metal Music GlobAlliance Vol. 2 sort, avec le titre My Lust My Fear. Bright Ophidia est le seul accent polonais sur cette compilation, qui comprend 18 groupes de 13 pays. En décembre 2017, le groupe enregistre le clip officiel du numéro My Heart Tells Me - No, qui est appréciée sur la chaîne Best European Metal Bands #64.

« Bright Ophidia revient en force et prouve qu'il était le groupe de prog metal le plus important de Pologne. D'ailleurs, ils font partie des représentants de cette école de prog metal un peu plus lourde, avec de fortes influences thrash, djent et de metal alternatif moderne. Une cause digne d'intérêt. »

— www.magazyngitarzysta.pl

« Beaucoup de groupes occidentaux de grande classe pourraient envier aux Bright Ophidia de Białystok une production aussi parfaite. »

— rockarea.pl

## Discographie
- 1998 : Bright Ophidia (démo)
- 2000 : Spell Your God (démo)
- 2001 : Fist (démo)
- 2003 : Coma (Metal Mind Records)
- 2004 : Red Riot (Metal Mind Records)
- 2009 : Set Your Madness Free (Revolution Records)
- 2015 : Against the Light (EP)
- 2017 : Fighting the Gravity
- 2019 : In Your Eyes (single)
- 2020 : Survive (single)

## Distinctions
| Année | Catégorie                              | Prix                                    | Note     |
| ----- | -------------------------------------- | --------------------------------------- | -------- |
| 2010  | Meilleur album (Set Your Madness Free) | Podsumowanie Musicarena (musicarena.pl) | 7e place |